# ألكسندر ميخايلوف
ألكسندر ميخايلوف (بالروسية: Александр Витальевич Михайлов) هو لاعب كرة قدم روسي في مركز الدفاع، ولد في 21 مايو 2000 في روبتسوفسك في روسيا. لعب مع FC Chertanovo Moscow ‏.